# 古文昌魚
古文昌魚（學名：Palaeobranchiostoma hamatotergum）為古文昌魚屬的唯一物種，是一種已滅絕的早期頭索動物，生存於二疊紀的空谷期。唯一已知化石是出土於南非白山層地層的正模標本，該個體全長11毫米，頗小於其現生的遠親文昌魚。
古文昌魚的構造與文昌魚略為相似，但文昌魚整體外形偏流線型，除尾鰭以外的鰭皆相當短。古文昌魚的背鰭後部更為高聳，且具有倒V字形鉤狀突起，腹鰭也遠比文昌魚明顯，為末端向後指的長三角形鰭；古文昌魚的尾鰭較圓，文昌魚則偏向菱形。而古文昌魚化石中沿身體長軸延伸的構造，則被認為是背神經索和脊索的痕跡，已頗具現生頭索動物的雛形。

## 另見
- 皮卡蟲
- 華夏鰻屬